# A Quiet Place to Die
A Quiet Place to Die es el segundo álbum de estudio de la banda australiana de metalcore Alpha Wolf. Fue lanzado el 25 de septiembre de 2020 a través de Greyscale Records y SharpTone Records. El primer sencillo, «Akudama», se lanzó el 2 de junio de 2020, seguido de otro sencillo, «Creep», que se lanzó el 22 de julio de 2020, y «Bleed 4 You», el 12 de agosto de 2020. El álbum debutó en el puesto número 6 de la lista de álbumes ARIA en su primera semana de lanzamiento.

## Lista de canciones
Todas las canciones escritas y compuestas por Alpha Wolf. 
| N.º | Título                                | Duración |  |
| 1.  | «A Quiet Place to Die»                | 2:27     |  |
| 2.  | «Creep»                               | 2:57     |  |
| 3.  | «Golden Fate; Isolate»                | 3:19     |  |
| 4.  | «Akudama»                             | 2:38     |  |
| 5.  | «Acid Romance»                        | 3:17     |  |
| 6.  | «Rot in Pieces»                       | 2:57     |  |
| 7.  | «Bleed 4 You» (con Lizi Blanco)       | 3:58     |  |
| 8.  | «Ultra-Violet Violence»               | 3:25     |  |
| 9.  | «The Mind Bends to a Will of Its Own» | 3:03     |  |
| 10. | «Restricted (R18+)»                   | 3:17     |  |
| 11. | «Don't Ask...»                        | 5:01     |  |

## Posicionamiento en lista
| Lista (2020)     | Posición |
| ---------------- | -------- |
| Australia (ARIA) | 6        |

## Personal
Alpha Wolf
- Lochie Keogh – voz principal
- John Arnold – voz y bajo
- Sabian Lynch – guitarras
- Scottie Simpson – guitarras
- Mitch Fogarty – batería

Músicos adicionales
- Lizi Blanco: voz (pista 7).